# Gare de Sant Celoni
La gare de Sant Celoni (en catalan : estació de Sant Celoni) est une gare ferroviaire de la Ligne Barcelone - Gérone - Portbou. Elle est située Plaça de l'Estació à Sant Celoni, dans la comarque du Vallès Oriental en Espagne.
Gare de l'Administrador de infraestructuras ferroviarias (ADIF), elle est desservie par des trains de Rodalies de Catalunya de la ligne R2 Nord des services de Rodalia de Barcelone et de la ligne R11 des services régionaux, opérés par la Renfe Operadora.

## Histoire
Cette gare de la ligne de Gérone est mise en service le 27 août 1860, lors de l'ouverture de la section créée par la Caminos de Hierro de Barcelona a Granollers (postérieurement deviendrait Caminos de Hierro de Barcelona a Gerona) entre Granollers Centre et Maçanet-Massanes, comme prolongation du chemin de fer de Barcelone à Granollers,.
En 2016,  658 000 voyageurs ont transité par cette gare.

## Services des voyageurs

### Desserte
La gare est desservie par les lignes R2 Nord et R11 de Rodalies de Catalunya.